# Mark Brazil
Mark Andrew Brazil (* 8. Juni 1955 in Redditch, Worcestershire) ist ein britischer Ornithologe, Naturschützer, Autor und Journalist, der vor allem durch seine Arbeit über die ostasiatische Avifauna bekannt geworden ist.

## Leben
1974 schrieb sich Brazil an der Keele University in Staffordshire ein, wo er 1977 zum Bachelor of Arts in den Fachbereichen Biologie und Englische Literatur graduierte. 1981 promovierte er mit der Dissertation „Behavioural ecology of the Whooper Swan“ (Verhaltensökologie des Singschwans) zum Ph.D. an der University of Stirling in Schottland. Seit 1982 schreibt Brazil für die japanische Tageszeitung Japan Times die Kolumne „Wildwatch“. Seine Artikel umfassen die Naturgeschichte, die Biodiversität und den Umweltschutz in Japan, aber auch gelegentlich Reiseberichte aus aller Welt, darunter aus Alaska, Brasilien, Europa, Indien, Neuseeland und dem fernen Osten Russlands. Von 1985 bis 1998 arbeitete er als wissenschaftlicher Berater für die öffentlich-rechtliche Rundfunkanstalt NHK bei zahlreichen Feldprojekten, die ihn unter anderem auf die Falklandinseln und auf die Shetlandinseln führten. Von 1995 bis 1998 war er Rechercheur für die Reihe Wild Asia der neuseeländischen Produktionsfirma Natural History New Zealand Ltd. Von 1998 bis 2007 war er Professor für Biodiversität und Naturschutz an der Rakuno-Gakuen-Universität. Seit 2004 ist er Grundsatzreferenz bei der Japan International Cooperation Agency (JICA), wo er Seminare in den Bereichen Globale Diversität, Naturschutz und Ökotourismus gibt. Seit 1998 ist Brazil in der Ökotourismusbranche tätig. So leitete er für das Unternehmen Zegrahm Expeditions in Seattle, Washington Vogelbeobachtungsexkursionen durch Bhutan, Brasilien, Indien, Japan, Nepal und Sri Lanka. Brazil schrieb fünf Bücher, darunter A Birdwatcher’s Guide to Japan (1987), The Birds of Japan (1991), Wild Asia – Spirit of a Continent (2000), The Whooper Swan (2003) und A Field Guide to the Birds of East Asia (2009). 2011 rief er das Projekt Japan Nature Guides ins Leben, mit dem Ziel, Informationen über die Naturgeschichte Japans bereitzustellen. Hierbei handelt es sich sowohl um Onlineinhalte als auch um Printmedien.